# الغزو البيزنطي لقيليقية

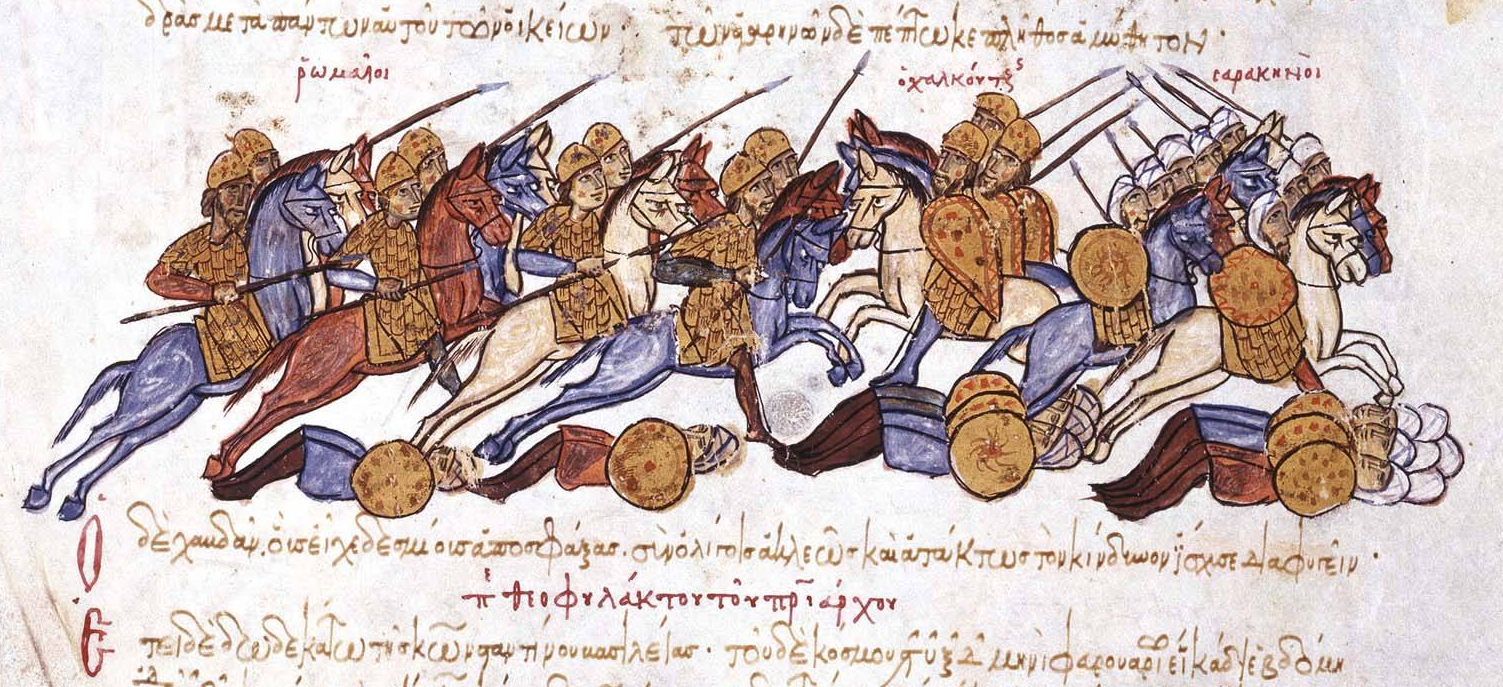
نيكيتاس تشالكوتزيس وحاشيته يهربون أثناء معركة بين البيزنطيين والعرب. صورة مصغرة من مجموعة مدريد سكايليتزيس

كانت الغزو البيزنطي لقيليقية عبارة عن سلسلة من النزاعات والاشتباكات بين قوى الإمبراطورية البيزنطية، تحت قيادة نقفور الثاني فوكاس، والحاكم الحمداني لحلب، سيف الدولة، من أجل السيطرة على منطقة قيليقية في جنوب شرق الأناضول. كانت قيليقية عاصمة العالم الإسلامي، وقاعدة للغارات المنتظمة ضد المقاطعات البيزنطية في الأناضول منذ الفتوحات الإسلامية في القرن السابع. سمح تقسيم الدولة العباسية وتعزيز الدولة البيزنطية تحت حكم السلالة المقدونية للبيزنطيين بالبدء في الهجوم تدريجيًا بحلول منتصف القرن العاشر. تغلّب البيزنطيون في عهد الجندي الإمبراطور نقفور الثاني فوكاس (الذي حكم بين عامي 963-969)، وبمساعدة الإمبراطور العام والمستقبلي يوحنا زيمسكي، على مقاومة سيف الدولة، الذي كان يسيطر على الأراضي الحدودية العباسية السابقة في شمال سوريا، وبدأوا سلسلة من الحملات العدوانية التي استعادت قيليقية بين عامي 964-965. فتحت الحملة الناجحة الطريق لاستعادة قبرص وأنطاكية على مدار السنوات القليلة التالية، وذلك بالإضافة إلى تراجع وجود الدولة الحمدانية كقوة مستقلة في المنطقة.

## الدعوة للجهاد
بلغت حدة التوترات ذروتها في عام 960 عندما أعلن سيف الدولة الجهاد. كانت هذه الدعوة لحرب مقدسة، والحشد المصحوب مع قواته الموحدة، محاولة من سيف الدولة لاستغلال الضعف الملحوظ في دفاعات بيزنطة بعد رحيل نقفور إلى جزيرة كريت. مر ليو فوكاس في الوقت نفسه في الأراضي الإسلامية، وتجنب وطأة قوات سيف الدولة والنهب أثناء مروره. نصب ليو كمينًا للجيش العربي، الذي كان ينفذ غارات على الأراضي البيزنطية تحت قيادة الجنرال علي بن حمدان، وهم في طريق عودتهم إلى أرضهم ودمرها، وذبح الجنود واسترد غنائمه من أراضي البيزنطيين والعرب. كان التأثير التراكمي لهزائم سيف الدولة على الصعيدين الداخلي والخارجي، إذ بدأت حكومته تفقد ثقتها فيه. عاد نقفور حينها منتصرًا من جزيرة كريت مع غالبية الجيش البيزنطي، ونفّذ حملة في قيليقية منذ 961 حتى 962، واحتل مدينة عين زربة. ذهب نقفور إلى الأراضي البيزنطية للاحتفال بعيد الفصح في عام 962، وعاد في الخريف من أجل طرد سيف الدولة، الذي دخل قيليقية نفسها. غزا نقفور الأراضي العربية مع جيش قوي مكون من 70 ألف رجل، واحتل مدينة مرعش وقوزان ودولوك ومنبج. تجاهل نقفور تقدم سيف الدولة، وأحضر جيشه إلى حلب في منتصف شهر ديسمبر حيث أسر المدينة ونهبها.
خمدت الحرب في عام 963 مع تعامل القوتين مع المشكلات الداخلية. تسبب وفاة الإمبراطور البيزنطي رومانوس الثاني في أزمة خلافة قصيرة؛ والتي انتهت عندما أخذ نقفور العرش كنقفور الثاني فوكاس (963-969). واجه سيف الدولة على الجانب الحمداني تمردات من قبل ثلاثة نبلاء متتاليين: ابن الزيات في عام 961، وهبة الله في عام 963، وناديا في عامي 963-964. قوبل هجوم عربي قصير الأمد بتصدي يوحنا زيمسكي، الذي استلم قيادة نقفور القديمة، والذي غزا قيليقية بعد وقت قصير، وهزم جيشًا عربيًا، وأقدم على محاولة فاشلة لمحاصرة القلعة المهمة في مدينة مقسوسطيا (المصيصة).

## الفتح النهائي لقيليقية
قرر نقفور الاعتماد على خطة أكبر لتوسيع الأراضي البيزنطية، بدلًا من مجرد نهب المدن العربية والانسحاب منها، وذلك بحلول الوقت الذي أصبح فيه إمبراطورًا بعد الاستيلاء الناجح على جزيرة كريت. بدأ غزوه في خريف عام 964، وانطلق مع جيش مكون من 40 ألف جندي. بدأ بنشر عدد قليل من جنود المشاة في جميع أنحاء ريف قيليقية، وأمرهم بنهب القرى وسرقتها لضمان جو عام من الارتباك والفوضى في حكومة سيف الدولة. تقدّم نقفور بعد ذلك مع الجزء الرئيسي من قواته، المكون من الجيش الإمبراطوري بالإضافة إلى قوى محاور آسيا الصغرى (الأناضول)، عبر الأراضي العربية، وبدأ في الاستيلاء على القلاع والمدن الرئيسية. احتل أضنة وعين زربة وحوالي عشرين مدينة أخرى محصنة، وسار بعدها نحو المصيصة. كانت طرسوس والمصيصة أكبر قلعتين في المنطقة، إذ أدرك نقفور حينها، بعد قصفه للمدينة، أن الحصار المطول فقط سيمكّنه من إجبار المصيصة على الاستسلام. تراجع نقفور عند قدوم فصل الشتاء إلى عاصمته الإقليمية، قيصرية، حيث قضى الشتاء وهو يستعد لفترة حملات العام الجديد لحصار المصيصة وطرسوس.
جمع نقفور قواته مرة أخرى في ربيع عام 965 وغادر إلى قيليقية. توجه نقفور في هذه المرة مباشرة نحو طرسوس، والتقى هناك بالحامية خارج جدران المدينة وانضم إليها. هزم الجيش بشكل حاسم وأعادهم إلى القلعة ثم حاصر المدينة، وداهم الريف المحيط وغادر إلى المصيصة تاركًا المدينة تحت الحصار ومحاطة بالدمار والخراب. بدأ بعد ذلك بالتحرك نحو المصيصة، وقصف المدينة بالرماح ومعدات الحصار. استخدم بعدها استراتيجية مماثلة لتلك التي استُخدِمت في حصار كانديا قبل أربع سنوات فقط؛ وأمر مهندسيه بالحفر تحت تحصينات المدينة بينما كان العرب مشتتين وأثناء انهيار أضعف قسم من الجدار. نجحت خطته، فبدأ البيزنطيون بالتدفق إلى المدينة من خلال الدخول من القسم المدمر. نُهِبَت المدينة ودُمِرَت، ورحّل نقفور جميع سكانها ثم عاد إلى طوروس حيث سعى السكان، بعد سماعهم عن الدمار الذي حلّ بالمصيصة، إلى المصالحة مع اليونانيين، فسلموا المدينة إلى نقفور مقابل تأمين مرور آمن للمهاجرين الذين يسعون للهجرة إلى سوريا، فمنحهم نقفور ما يريدون. أصبحت قيليقية تحت ولاية البيزنطيين مرة أخرى بعد الاستيلاء على طرسوس والمصيصة، وعاد نقفور إلى القسطنطينية.
نفّذ الجنرال البيزنطي نيكيتاس تشالكوتزيس في ذلك الوقت تقريبًا انقلابًا في قبرص. شُكِّك في طبيعة ظروف هذا الانقلاب بسبب نقص المصادر، ولكن من الواضح أن سلطات الدولة العباسية لم يكن لديها مفاهيم مسبقة عنها لأنها كانت ناجحة للغاية. أعيدت الجزيرة إلى البيزنطيين، وأعيد دمجها في نظام البنود.